# 애타는 로맨스
《애타는 로맨스》는 2017년 4월 17일부터 2017년 5월 30일까지 OCN에서 방영된 드라마이다. 2019년 5월 15일부터 6월 5일까지 라이프타임에서 일본DVD 편집본으로 방영되었다.

## 줄거리
원나잇 스탠드로 만난 두 남녀가 3년 후 우연히 워커홀릭 까칠 본부장과 그의 회사 사내식당 신참 영양사로 재회하게 되며 벌어지는 이야기를 담아낸 로맨틱 코미디 드라마.

## 등장 인물

### 주요 인물
- 성훈 : 차진욱 역
- 송지은 : 이유미 역
- 김재영 : 정현태 역
- 정다솔 : 주혜리 역

### 차진욱의 주변 인물
- 이칸희 : 김애령 역 (특별출연)
- 김종구 : 차대복 역
- 박신운 : 장우진 역

### 이유미의 주변 인물
- 남기애 : 조미희 역
- 주상혁 : 동구 역
- 김시영 : 왕복자 역
- 임도윤 : 강제니 역
- 백승헌 : 이신화 역
- 이해인 : 장은비 역

### 그 외
- 오창경
- 이상흔
- 최범호
- 박건락
- 박태산
- 권세봉
- 이국진
- 강성욱
- 주상혁
- 이시유
- 김장석
- 이유섭
- 한영광
- 문창민

### 특별출연
- 전소민 : 클럽녀(배우 나애리) 역 (1회, 13회)
- 분원초등학교 4학년 1반, 5학년 1반 친구들 (2회)
- 조재룡 (3회, 9회)
- 이영숙 (6회)
- 김영숙 (11회)
- 김형민 (11회 ,13회)

## 결방 및 연장
- 2017년 5월 9일 결방.
- 애타는 로맨스 방영 분량이 12부작에서 1회 연장되어 13부작으로 변경 및 확정되었다.